# Bromus eburonensis
Bromus eburonensis är en gräsart som först beskrevs av Carl Fredrik Nyman, och fick sitt nu gällande namn av Karl Carl Richter. Bromus eburonensis ingår i släktet lostor, och familjen gräs. Inga underarter finns listade i Catalogue of Life.